# ازدواج همجنس در ماساچوست

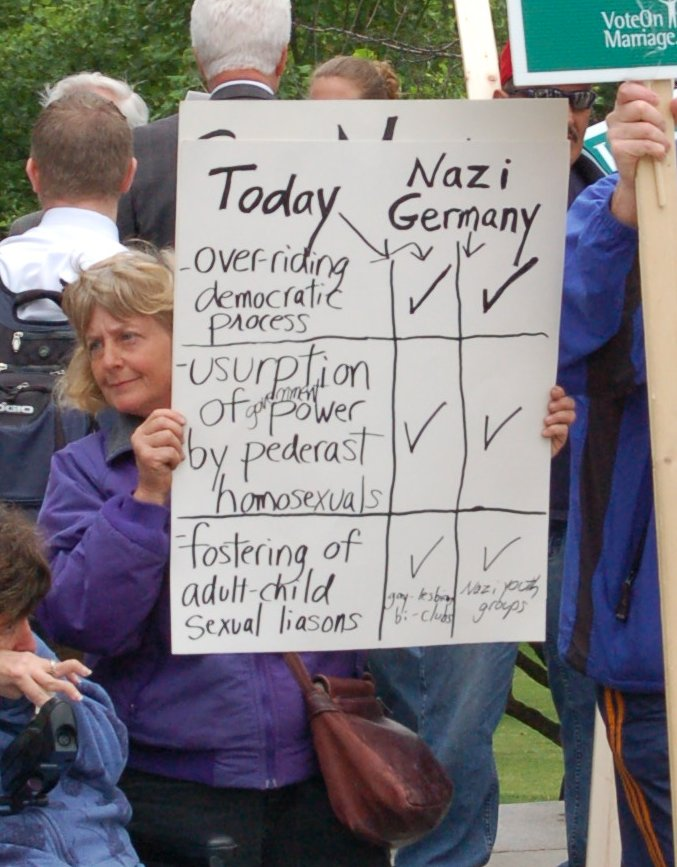
/////:

ازدواج همجنس‌گرایان در ماساچوست از ۱۷ مه ۲۰۰۴ به حکم دادگاه عالی قضایی ماساچوست در پرونده گودریج در برابر سازمان بهداشت عمومی آغاز گشت. این پرونده مدعی بود که بنابر قانون اساسی ماساچوست ازدواج همجنس‌گرایان با ازدواج دگرجنس‌گرایان نباید تفاوت قانونی داشته‌باشد. با این کار ماساچوست ششمین منطقه جهان شد که اجازه ازدواج همجنس‌گرایان را می‌داد (بعد از هلند, بلژیک, اونتاریو, بریتیش کلمبیا, و کبک) همچنین اولین ایالت در آمریکا.